# Purgly Emil
Vitéz jószáshelyi Purgly Emil Lajos Károly Benedek (Tompapuszta, 1880. február 19. – Budapest, 1964. május 13.) földbirtokos, politikus, főispán, miniszter, Purgly Magdolna kormányzóné unokatestvére.

## Élete
Evangélikus nemesi földbirtokos családba született Purgly Lajos (1844–1901), és monzai Konstantiny Berta ifjabbik gyermekeként. Apai nagyszülei jószáshelyi Purgly János (1800–1876), jószási postamester, Arad vármegye törvényhatósági bizottságának tagja, az Aradi Első Takarékpénztár elnöke, és rajkai Friebeisz Emília (1815–1901) voltak. Anyai nagyapja, monzai Konstantiny György (1822–1903), ügyvéd, Arad vármegye másodalispánja, jószáshelyi kerület országgyűlési képviselője volt. Apai nagybátyja, az evangélikus felekezetű jószáshelyi Purgly János (1839–1911), Arad vármegye törvényhatósági bizottságának tagja, az Aradi és Csanádi Egyesült Vasutak és Takarékpénztár igazgatója, aki emellett országgyűlési képviselő volt; Purgly János országgyűlési képviselő és neje Vásárhelyi Ilona frigyéből született Purgly Magdolna kormányzóné.
A Magyaróvári Királyi Gazdasági Akadémia növendéke volt, oklevelet is szerzett, majd a fővárosban jogi tanulmányokat folytatott. Nem sokkal később már Pest-Pilis-Solt-Kiskun vármegye életébe is bekapcsolódott. Az első világháborúban a szerb és az olasz fronton szolgált. Tagja lett Csanád vármegye törvényhatósági bizottságának, 1922-ben előbb Csanád és Arad vármegye, majd 1923-tól Csanád, Arad és Torontál k.e.e. vármegye főispánjává nevezték ki, e tisztét több mint 8 évig viselte. 1925-ben a Duna-Tisza közi Mezőgazdasági Kamara elnöki székébe került. E minőségében jelentős lépéseket tett a szikes talaj javítása, a lecsapolás és a tanyák ügyében. 1932-ben Károlyi Gyula kormányában az Egységes Párt színeiben a földművelésügyi tárcát vezette. Miniszterként jelentős kedvezményeket adott a mezőgazdaságnak és az őstermelőknek. Bevezette a gabonajegyet, csökkentette, sőt részben el is engedte a földadót, csökkentette továbbá a közmunkaváltságot is, de egyéb adókedvezményeket is bevezetett. A terményexport előmozdítása érdekében tárgyalásokat folytatott Ausztriával és Németországgal is. Az Országos Mezőgazdasági Kamara küldötteként 1929 és 1944 között a Felsőház tagja.
Tevékenységeinek elismeréséül Horthy Miklós 1926-ban a II. osztályú Magyar Érdemkeresztet a csillaggal adta neki, majd 1932-ben az I. osztályú Magyar Érdemkeresztet is elnyerte. Csanád, Arad és Torontál k.e.e. vármegye törvényhatósági bizottságának örökös tagjává és a Csanád-Csongrádi evangélikus esperesség világi felügyelőjévé is kinevezte a kormányzó.

## Házassága és gyermekei
1903. április 17-én Budapesten feleségül vette dukai és szentgyörgyvölgyi Széll Mária Julianna Anna (Szombathely, 1881. december 13., 1881 – Budapest, 1962. június 6.) kisasszonyt, akinek a szülei dukai és szentgyörgyvölgyi Széll Ignác (1845–1914) államtitkár, és csengeri Háczky Ilona (1860–1928) voltak. A menyasszony apai nagyszülei dukai és szentgyörgyvölgyi Széll József (1801–1871), Vas vármegye főispánja, országgyűlési képviselő, és felsőőri Bertha Júlia (1817–1873) voltak; az anyai nagyszülei csengeri Háczky Kálmán (1828–1904), 1848-as honvéd főhadnagy, országgyűlési képviselő, a "Zala Megyei Gazdasági Egyesület" elnöke 1882 és 1898 között, Zala vármegyei közigazgatási bizottság tagja, földbirtokos, és nagyalásonyi Barcza Anna (1836–1878) voltak. Purgly Emil és Széll Mária frigyéből négy gyermek született:
- Purgly Emília Ludovika Benediktina (1904–1959); első férje: szentmiklósi Szentmiklóssy Andor (1893–1944); második férje: gróf Hessenstein Sándor (1905–?); harmadik férje: Markó Dezső (1896–1966)
- Purgly Mária Georgina Benediktina (1905–1989); férje: nagysarlói Magyary-Kossa Péter (1888–1989)
- Purgly Lajos János József Benedek (1906–1983); neje: velikei és bessenyői Skublics Lívia (1918–1997)
- Purgly János (1909–?); neje: lázi és berniczei báró Ghillány Theodóra (1919–?)